# Zacharie (pape)
Pour les articles homonymes, voir Zacharie.
Zacharie, né et mort au VIIIe siècle, est le 91e évêque de Rome et donc pape de l'Église catholique. D'origine grecque mais né en Calabre (Italie) il est le successeur de Grégoire III dont il était le diacre et conseiller. Consacré le 10 décembre 741, il règne jusqu'au 15 mars 752. Homme de grande culture il est le dernier pape d'origine grecque. Déclaré saint par l'Église, il est liturgiquement commémoré le 15 mars.

## Biographie
Le pape Zacharie, dont les ancêtres familiaux étaient originaires de Byzance, naquit en Calabre où il fut élevé dans la piété et les sciences. Traducteur grec érudit des Dialogues de saint Grégoire le Grand et prédicateur éloquent, il fut admis dans le clergé de Rome sous le pape Grégoire III auquel il succéda alors que le roi des Lombards, Liutprand (712–744), menaçait de s'emparer de Rome, en 741. Ses familiers aimèrent sa douceur et sa compassion, admirèrent son pouvoir de persuasion et eurent confiance en sa grande habileté politique.
Alors qu'on venait d'apprendre la mort de Charles Martel (22 octobre 741) dont Grégoire III espérait du secours contre les Lombards, Zacharie fut élu pape le 3 décembre 741 et sacré le 10 décembre 741. Zacharie abandonna le duc de Spolète, allié inefficace du Saint-Siège, pour traiter avec Luitprand et s'entendit si bien avec lui (traité de Terni, août 742) qu'un semblant de paix régna en Italie surtout après le traité de Pavie où le Lombard s'engageait à ne pas attaquer l'exarchat de Ravenne (29 juin 743).
Luitprand étant mort au mois de janvier suivant, son neveu et successeur, Hildeprand, se montra plus belliqueux mais il était un si mauvais prince que ses sujets le chassèrent sept mois plus tard au profit du duc de Frioul, Ratchis, qui confirma le traité pour vingt ans. Ratchis rompit le traité en assiégeant Pérouse (749), mais Zacharie, une fois venu sur place, lui fit lever le siège et se montra si édifiant que le roi changea de vie au point que, quelques mois plus tard, il se rendit à Rome et abdiqua pour entrer à l'abbaye du Mont-Cassin tandis que sa femme et sa fille devenaient religieuses (juin 749). Aistolf, le frère et successeur de Ratchis, confirma lui aussi le traité pour vingt ans mais s'empara tout de même de Ravenne (752) et mit fin à l'exarchat byzantin.
En dépit du fait que Constantinople était acquise à l'iconoclasme, Zacharie réussit à entretenir de bonnes relations avec l'empereur byzantin Constantin V. Grâce à Boniface de Mayence, son légat en Gaule et au-delà du Rhin, qui lui rendait exactement compte de toutes ses actions, Zacharie eut d'excellentes relations avec les Francs, gouvernés par les fils de Charles Martel, qui veillaient à la réforme ecclésiastique. Après que Carloman se fut fait moine au Mont-Cassin (745), le pape Zacharie, prenant position en faveur de Pépin le Bref qui voulait devenir roi des Francs, décréta qu'il était logique que celui qui détenait effectivement la puissance fût roi (750) ; ainsi après la déposition de Childéric III, Pépin fut élu roi et sacré par des évêques des Gaules, commençant le règne de la dynastie carolingienne (751).
Désormais, contre les Lombards qui redevenaient menaçants, le Saint-Siège avait un allié indéfectible. On a longtemps admis que Zacharie était mort le 15 mars 752 et l'on célébrait sa fête le 15 mars, mais le Martyrologe de 1922 a estimé que sa mort n'était survenue que le 22 mars.
Après lui Étienne fut élu pape, mais comme il mourut d'apoplexie trois jours seulement après son élection, il ne fut pas retenu dans la liste des papes. Son successeur officiel est donc Étienne II, élu juste après.
Au XXIe siècle, il est commémoré le 15 mars selon le Martyrologe romain.

## Controverse incertaine
Selon Jean Le Rond d'Alembert dans le Discours préliminaire de l'Encyclopédie, le pape Zacharie aurait condamné un évêque pour sa position en faveur de la théorie des antipodes : « (…) à peu-près comme le pape Zacharie avait condamné, quelques siècles auparavant, un évêque, pour n'avoir pas pensé comme saint Augustin sur les Antipodes, et pour avoir deviné leur existence six cents ans avant que Christophe Colomb les découvrît ».
Le nom de l'évêque n'est pas mentionné par d'Alembert, mais il s'agit certainement de saint Virgile de Salzbourg. S'il est exact que la question des Antipodes a été posée lors de discussions entre Virgile de Salzbourg et Boniface de Mayence, et que le pape Zacharie a été consulté à ce sujet, la seule trace que nous ayons est une lettre du pape Zacharie à Boniface, dans laquelle il évoque l'éventualité d'une condamnation, au cas où Virgile aurait soutenu l'existence d'« un autre monde et d'autres hommes sous cette terre, un autre soleil et une autre lune ». Cependant, il n'y a aucune trace d'une telle condamnation effective, et aucune source historique documentée n'a jamais attesté ce qu'avance d'Alembert.

### Note
1. ↑  Voir l'article Virgile de Salzbourg.